# Takaji Mori
Takaji Mori, född 24 november 1943 i Hiroshima prefektur, Japan, död 17 juli 2011, var en japansk fotbollsspelare.